# Roháč (Súľovské vrchy, 803 m)
Roháč (803 m n. m.) je vrchol v severní části Súľovských vrchů, západně od obce Podhorie. Leží na východní hranici národní přírodní rezervace Súľovské skály. 

## Poloha
Leží přibližně pět kilometrů jihovýchodně od města Bytča, v katastru obcí Podhorie a Paština Závada.  Nachází se v atraktivní severní části geomorfologického podcelku Súľovské skály.  Nejbližšími obcemi jsou na východ situováné Podhorie a místní část Lietavy, Lietavská Závadka, jihozápadně ležící Súľov a severozápadně ležící Hlboké nad Váhom. 
Vrch Roháč leží v severní části Chráněné krajinné oblasti Strážovské vrchy a jeho vrcholem vede východní hranice národní přírodní rezervace Súľovské skály. 
Zajímavostí je, že dva další vrchy se stejným názvem leží v Súľovských vrších jen několik kilometrů jižně; první Roháč (vrch v Súľovských vrších, 720 m) nad obcí Podskalie, druhý Roháč ( v Súľovské vrchy, 571 m) nad obcí Prečín. 

## Přístup
Na vrchol vede žlutě značená turistická trasa z Lietavské Závadky, ale také odbočením ze zelené značky, spojující Roháčské sedlo a sedlo Pod Roháčom. 